# Wrotkarstwo

Wrotkarstwo jednośladowe

Wrotkarstwo – grupa dyscyplin sportowych uprawianych na wrotkach dwuśladowych (tradycyjnych) oraz jednośladowych (potocznie nazywanych rolkami). Uprawiane rekreacyjnie i wyczynowo.

## Historia

### Na świecie
Pierwsze próby stworzenia wrotek datowane są na początek XVIII wieku. Holender Hans Brickner przymocował do butów drewniane kółka w jednej linii, używając ich jako środek transportu zamienny dla łyżew podczas lata, gdyż używane one były w zimie do pokonywania dużych odległości na zamarzniętych kanałach i rzekach. Wynalazek został nazwany Skeelers.
Jednakże wynalezienie pierwszych wrotek przypisuje się Belgowi o imieniu John Joseph Merlin około roku 1760. Skonstruował on mocowaną do butów drewnianą szynę z małymi, metalowymi kółkami ustawionymi w jednej linii (wrotki jednośladowe). Używał ich z powodzeniem w Londynie, promując swoje muzeum. Jego wynalazek nie był jednak doskonały, wrotki cechował duży ciężar, mała zwrotność i trudności z wytracaniem prędkości. Podczas jednego z pokazów, w tłocznej sali balowej, Merlin wjechał w ścianę z dużym lustrem, rozbijając je, co nie przyniosło wrotkom popularności. W latach późniejszych wynalazca próbował je bezowocnie udoskonalić.
Od czasów Merlina nieefektywnie dążono do wynalezienia dobrych wrotek. Na początku XIX wieku zostały one nawet po raz pierwszy opatentowane przez Francuza Petibledina, tym razem problem tkwił w ich słabej przyczepności do podłoża. Przełom nastąpił w roku 1823, gdy Robert John Tyers opatentował pięciokołową szynę mocowaną do podeszwy, nazwaną Rolito. Koła były ustawione w jednej linii oraz zewnętrzne były mniejsze od wewnętrznych co usprawniało możliwość wykonywania manewrów (poprzednik dzisiejszej szyny rockerowanej). Szyna posiadała hamulec z przodu i z tyłu. Pomysł udoskonalił Francuz Jean Garcin, tworząc trzykołowe wrotki jednośladowe zwane Cingar. Otworzył on tor do jazdy, dawał lekcje jazdy i nawet napisał książkę. Został zmuszony do zamknięcia swojego przedsięwzięcia przez liczne kontuzje klientów. W kolejnych latach wielu próbowało ulepszać wrotki.
W latach 50. XIX wieku J. Gidman opatentował użycie łożyska kulkowego (w praktyce użyte zostało dopiero 30 lat później), otwarto pierwszy publiczny tor do jazdy na wrotkach oraz użyto kół gumowych.
W 1863 roku nastąpił przełom. James Plimpton wynalazł tradycyjne wrotki dwuśladowe. Rocking skate posiadały jedną parę drewnianych kół z przodu i jedną z tyłu. Mocowane one były na osobnych osiach, co pozwalało na ich niezależny skręt i usprawniło zwrotność. Te wrotki były produkowane na masową skalę i wyparły wrotki jednośladowe, utworzono wiele publicznych torów wrotkarskich (w samym Londynie było ich 60). Cztery lata później dodano przednie hamulce (stopery) używane w większości wrotek tradycyjnych i rolkach figurowych do dzisiaj. Levant Marvin Richardson w 1884 roku wykorzystał rozwiązanie metalowych łożysk kulkowych w kółkach co usprawniło rozwijanie prędkości i płynność ruchów. Na przełomie XIX i XX wieku zaczęto produkować wrotki z gumowymi kołami.
Pierwsze wrotki ze skórzanym butem pojawiły się w 1910 roku. Zostały wyprodukowane dla drużyny hokeja na wrotkach. Miały one trzy koła a tylne było uniesione w ten sposób, żeby wrotkarz mógł swobodnie obracać się na centralnym kole. Kółka gumowe czasami były używane we Francji od 1912 roku, lecz nie było to popularyzowane.
W 1966 roku Chicago Roller Skate Company zaczęła produkować wrotki jednośladowe przytwierdzone do buta. Posiadały cztery kółka w jednej linii, a pierwsze i ostatnie wystawały poza but, na wzór ostrza łyżew. Miało to duży wpływ na rozwój wrotkarstwa jednośladowego.
Lata 70. i 80. XX wieku cechował duży rozwój i popularyzacja wrotek dwuśladowych, sprzyjała temu moda na disco. Powstawało wiele klubów wrotkowych, Hollywood produkowało filmy o tej tematyce. Z początku koła były plastikowe, później gumowe.
Hokeiści z Minneapolis, bracia Scott i Brenan Olson, w 1979 roku unowocześnili w swoim garażu starą parę wrotek Chicago, którą znaleźli w sklepie, dodając poliuretanowe kółka, szynę przytwierdzili do buta hokejowego, a z przodu przymocowali gumowy hamulec. Przeznaczeniem był trening hokeja przy braku lodu. Kilka lat później założyli firmę Rollerblade, która przyczyniła się do wielkiego powrotu wrotek jednośladowych tak bardzo, że zaczęto używać terminu rollerblade wymiennie z inline skate. Z początku produkowali oni wrotki jednośladowe posiadające but z twardej skorupy (jak but narciarski), bez hamulca. W 1994 roku Scott Olson wprowadził tylny hamulec z systemem ABT – Active Break System, co miało pomóc początkującym czuć się pewniej z możliwością łatwego wytracenia prędkości.
Firma K2 wprowadziła na rynek pierwsze buty miękkie w roku 1995, od tego czasu twarda skorupa używana jest w produkcji rolek specjalistycznych – agresywnych i miejskich.
Od roku 2018 rozpowszechniają się wrotki jednośladowe z trzema kołami zamiast czterech. Są one większe, pozwalają na lepszą zwrotność i szybsze rozwijanie prędkości. Ich wadą jest mniejsza stabilność i wytrzymałość mechaniczna szyny.

### W Polsce[4]
Popularyzacja wrotek dwuśladowych nastąpiła na przełomie XIX i XX wieku, a pierwsza wrotkarnia została otwarta w 1913 roku w Dolinie Szwajcarskiej w Warszawie. Po wojnie kilkukrotnie próbowano przywrócić modę na wrotkarstwo. W tym przedsięwzięciu przodował Poznań, który wciąż posiadał kilka wrotkarni i klubów, a w latach 1962 – 66 odbyły się tam międzynarodowe pokazy wrotkarstwa figurowego.
Do lat 90. XX wieku powołano kilka Komisji Wrotkarskich, klubów młodzieżowych i organizowano różne imprezy wrotkarskie. Wrotki jednośladowe pojawiły się w Polsce dopiero około roku 1990. Dwa lata później w Warszawie powstała pierwsza szkółka wrotkarstwa figurowego, zarejestrowano pierwsze warszawskie Towarzystwa Sportów Wrotkarskich: TSW "Żoliborz" i "Syrena". Następnie, idąc ich przykładem, "Cuprum" w Lubiniu, "Orle-Elbrewery" (dzisiejszy "Viking") w Elblągu i "Zryw" w Sanoku.
W Warszawie 21 kwietnia 1993 roku obyło się spotkanie założycielskie Polskiego Związku Sportów Wrotkarskich (PZSW), który zrzesza większość dyscyplin wrotkarskich takich jak jazda szybka, agresywna, freestyle, inline alpine, a także deskorolkowe i longboardowe. Tego samego roku zorganizowano pierwsze nieoficjalne Mistrzostwa Polski w jeździe szybkiej na torze, a do roku 2000 nastąpiła wielka popularyzacja wrotkarstwa wyczynowego i odbyło się wiele zawodów w hokeju na wrotkach, jazdy agresywnej, torowych i ulicznych w jeździe szybkiej (pierwsze biegi maratońskie i super maratony). W 1997 roku pierwszy raz polscy rolkarze agresywni wyjechali za granicę na zawody międzynarodowe, odnosząc sukcesy do dzisiaj. Rok później wpisano wrotkarstwo do Rejestru Dyscyplin UKFiT, uznając je za dyscyplinę sportową.

## Dyscypliny
Wrotkarstwo obejmuje wiele dyscyplin sportowych mocno się od siebie różniących. Każda z nich ma inne zasady i inny sprzęt dostosowany do wykonywanych czynności. Większość z nich zrzesza Polski Związek Sportów Wrotkarskich.

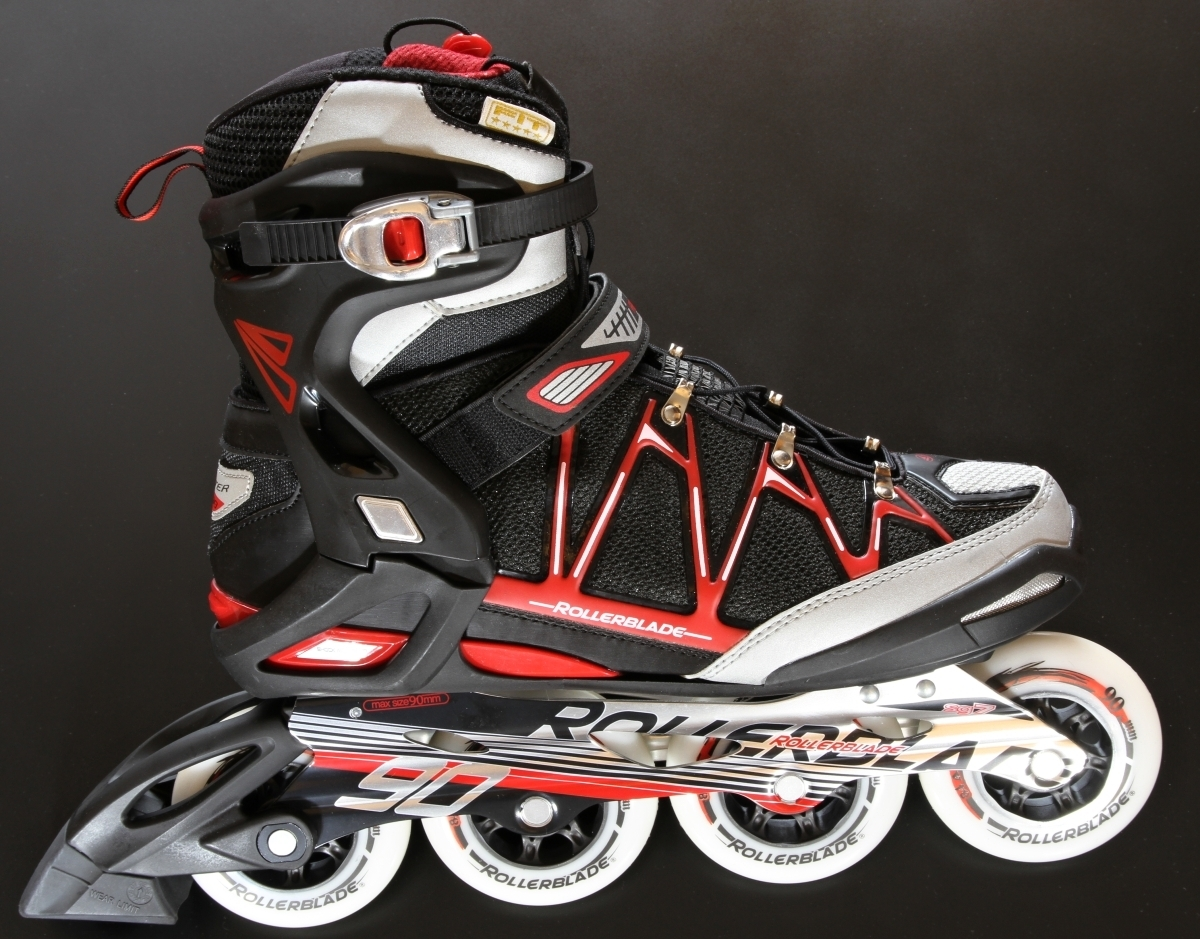
Rolka rekreacyjna

### Rekreacja/Fitness
Najpopularniejszy rodzaj wrotkarstwa, uprawiany przez największą liczbę wrotkarzy. Jest to zwykła jazda nie wzbogacona o żadne ewolucje, polega na przemierzaniu odległości tempem odpowiednim i indywidualnym na każdego wrotkarza, czas nie odgrywa znaczącej roli. Regularna jazda poprawia wydolność krążeniową, oddechową, poprawia samopoczucie.

#### Sprzęt
Używane są wrotki jednośladowe, których konstrukcja to softboot czyli miękki but obudowany lekkim, plastikowym szkieletem, umożliwiającym swobodne zginanie stawu skokowego w przód i prostowanie go. Najczęściej używane są cztery koła o twardości 82/84A i wielkości od 72 – 100 mm i szyna aluminiowa proporcjonalnie zwiększającą długość do ich wielkości. Łożyska zazwyczaj wahają się pomiędzy ABEC 5 a ABEC 7. Zaleca się używania ochraniaczy i kasku.

### Jazda Szybka

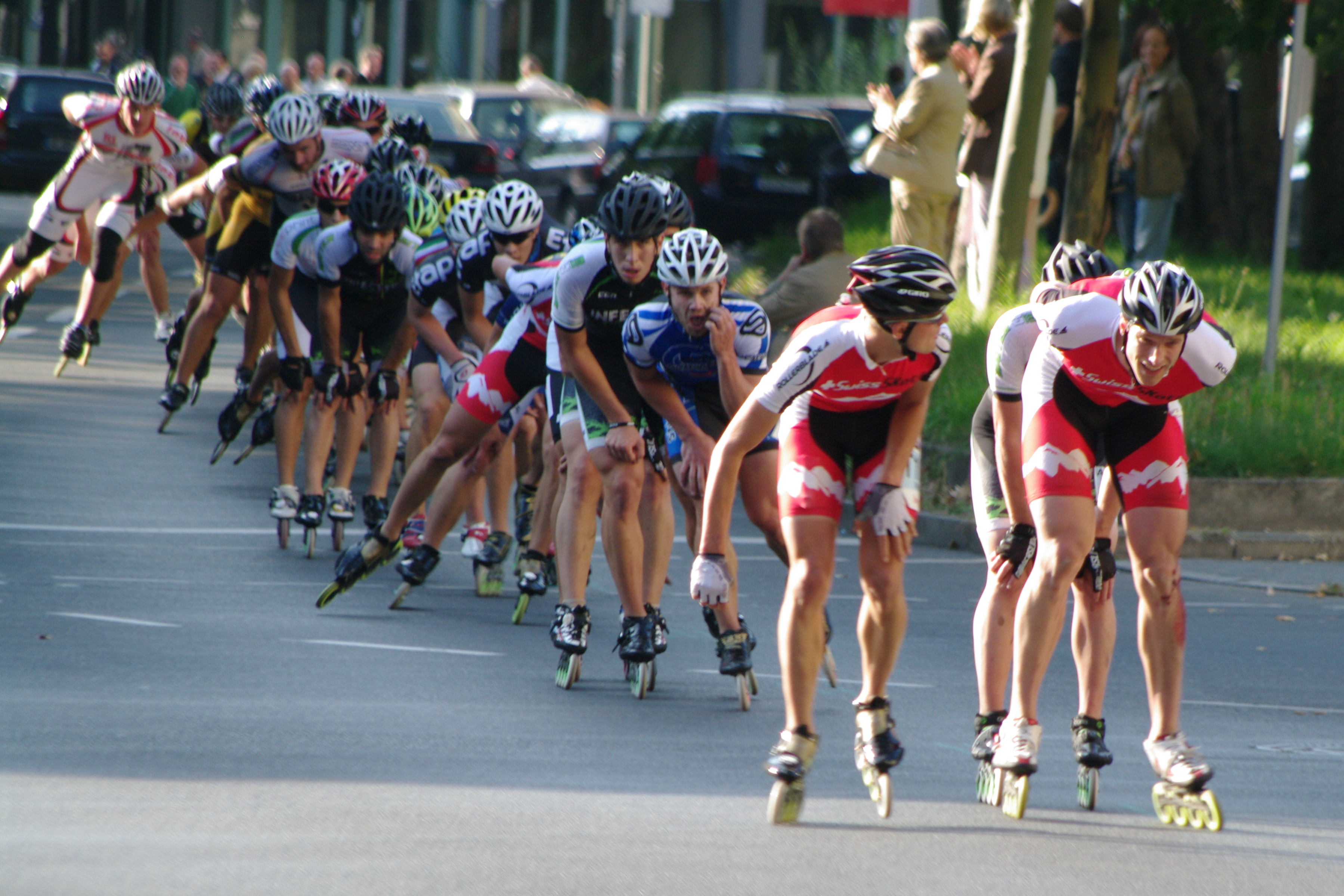
Rolkarze szybcy podczas maratonu

Dynamicznie rozwijająca się w Polsce konkurencja sportowa, w której liczy się przede wszystkim prędkość, technika i czas w jakim zostaje pokonana dana odległość. Wrotkarze poruszają się w tempie minimalnym 40 km/h. Technika jazdy znacznie różni się od jazdy fitness. Dzieli się na wyścigi na torze, ulicy, sztafety, maratony i sprinty. Najpoważniejsza dyscyplina wrotkarstwa jednośladowego, wyparła całkowicie jazdę szybką na wrotkach dwuśladowych.

#### Sprzęt
W tej dyscyplinie wykorzystywany jest sprzęt z najwyższej półki a rolki znacznie różnią się od innych. But jest twardy i niski, nie sięga za kostkę, bardzo lekki i dopasowany do stopy, termoformowany. Szyna jest długa, koła stosuje się cztery i mają wielkości od 100 – 125 mm. Łożyska musza kręcić się szybko i bez oporów dlatego wykorzystuje się ABEC 7 i ABEC 9. Obowiązkowy jest kask i lekki, przewiewny strój, nie krępujący ruchów. Opcjonalnie można używać specjalnych rękawic ochronnych i ochrony kolan, a także okularów. Typowych ochraniaczy rolkarze nie zakładają ze względu na zmniejszenie opływowych kształtów i ograniczenia ruchów.

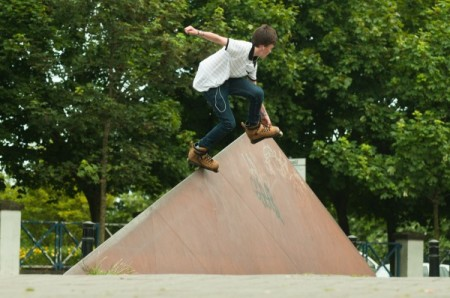
Rolkarz agresywny podczas przejazdu street

### Jazda agresywna
Najbardziej ekstremalna i kontuzjogenna dyscyplina wrotkarstwa jednośladowego. Polega na pokonywaniu przeszkód i wykonywaniu na nich różnych akrobacji (tricków), takich jak skoki, rotacje, grindy, slide'y, wykorzystując do tego poręcze, murki, rurki itp. Można ją podzielić na jazdę w skateparku, halfpipe (rampie) lub na streecie (wykorzystując infrastrukturę miejską, m.in. ławki, schody, poręcze). Tricki można łączyć, tworząc wiele kombinacji, które ogranicza jedynie wyobraźnia rolkarza. Największymi zawodami w Polsce jest Blade Battle.

#### Sprzęt
Rolki do jazdy agresywnej są najbardziej masywnymi, najcięższymi  i odpornymi na uszkodzenia. But składa się z twardej skorupy, stabilizującej kostkę i wewnętrznego, miękkiego linera, pod piętą znajduje się specjalna wkładka – amortyzator (shock absorber), zmniejszający odczucie wstrząsów. Innym rodzajem buta jest rolka bezlinerowa, jest ona zbudowana z wewnętrznej skorupy z włókien węglowych, szklanych lub tworzywa sztucznego i otaczającego ją u góry cuff'a. Ostatni przypadek rolki agresywnej jest ta stworzona przez firmę Xsjado, która przypomina konstrukcję zapięć snowboardowych – szkielet, do którego wpina się swoje buty.
Kółka są małe – 55–60 mm, twarde – 88A i w górę, mają profil płaski. Łożyska używa się od ABEC 5 do ABEC 9. Szyna jest z wytrzymałego plastiku, w systemie UFS (Universal Frame System) co pozwala na jej wymianę. Między drugim a trzecim (najczęściej) kółkiem jest przerwa, która ułatwia wykonywanie tricków. układ kół dzieli się na trzy grupy: flat – cztery koła o tej samej wielkości, anti – rocker – dwa zewnętrzne koła dotykają ziemi, dwa środkowe są dużo mniejsze, freestyle – jest miejsce tylko na dwa zewnętrzne koła i duża przestrzeń, żeby się ślizgać.
Obecne tylko w rolkach agresywnych soulplate (półki) czyli wymienne części pod butem, które poszerzają powierzchnię do ślizgania się, a także chronią but podczas upadku. Zrobione są najczęściej z plastiku, co zapewnia gładką możliwość ślizgania się.
Zaleca się noszenie zabudowanych ochraniaczy na nadgarstki, kolana, łokcie, piszczele, kasku a także specjalnych crash – pads, czyli spodenek chroniących biodra.

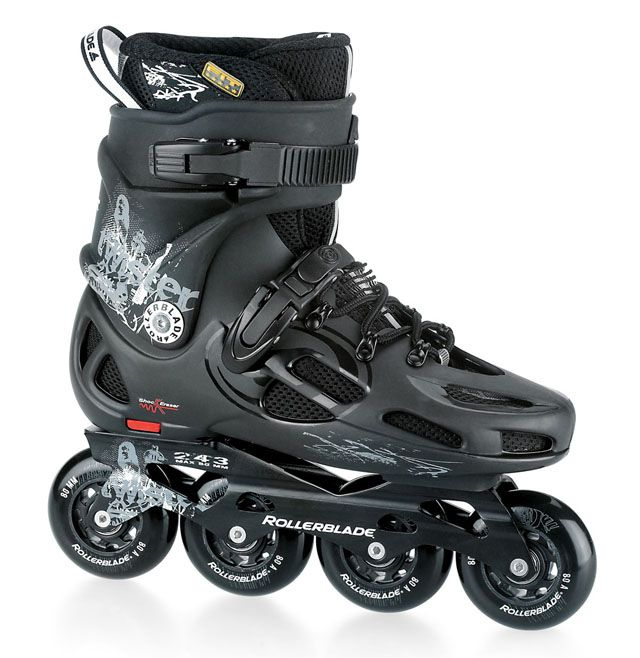
Rollerblade Twister, popularna rolka Urban

### Freeskate/Urban
Jazda miejska, czyli pokonywanie przeszkód naturalnie występujących w infrastrukturze, skoki, slide'y (efektowne rodzaje zatrzymań, ślizgi), omijanie przeszkód, pieszych, rozwijanie prędkości. Bardzo dowolna dyscyplina, w której nie ma prawie żadnych zasad. Zawody organizowane są w slide'ach, high jump, czyli efektowne i wysokie skoki przez tyczkę, blade cross – pokonywanie toru przeszkód na rolkach, a wrotkarze często sami organizują wyścigi miejskie. Najczęściej spotykana we wrotkarstwie jednośladowym, ale uprawiana też na wrotkach dwuśladowych.

#### Sprzęt
Wrotki jednośladowe do urban skatingu składają się z twardej skorupy, stabilizującej staw skokowy i wytrzymałej mechanicznie, miękkiego linera (buta zewnętrznego), który powinien być jak najlepiej dopasowany do nogi, żeby mieć dobrą kontrolę nad rolką. Pod pięta znajduje się gumowy amortyzator. Całość wiązana jest za pomocą sznurowadeł i zapinana na dwie klamry. Szyna jednoczęściowa wykonana jest z aluminium i posiada kilka długości dostosowanych do wielkości kółek. Kółka są twarde, od 85A do 90A, co zapobiega ich szybkiemu ścieraniu się i zmniejsza przyczepność do podłoża – zapewnia komfort jazdy. Używa się trzech (100 – 125 mm) lub czterech (76 – 84 mm) kół, zależnie od preferencji rolkarza. Łożyska są używane ABEC 7 i ABEC 9. Charakterystyczny jest slider po zewnętrznej stronie skorupy na wysokości małego palca stopy, który chroni but podczas upadków.

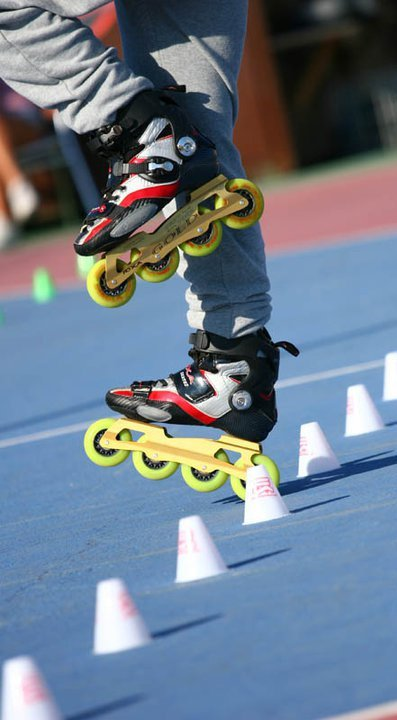
Heel Wheeling w wykonaniu rolkarza na torze do freestyle slalomu

### Slalom
Popularna dyscyplina wrotkarstwa jednośladowego, może być wykonywana także na wrotkach dwuśladowych. Polega na pokonywaniu toru, czyli omijaniu ustawionych w równej odległości kubeczków. Dzieli się go na speed slalom i freestyle slalom. Speed polega na jak najszybszym pokonaniu toru złożonego z 20 pachołków ustawionych w odległości 80 cm i nie potrąceniu ich, za co dolicza się karne sekundy. Zawodnicy startują parami. Nieodzownym elementem freestyle slalomu jest muzyka. Rolkarze pokonują trzy rodzaje torów, które różnią się odległością w jakiej ustawione są kubeczki – 50 cm, 80 cm i 120 cm, w rytm muzyki, wykonując rozmaite tricki pomiędzy każdym z pachołków. Oceniana jest technika, zgranie całego przejazdu i nie potrącenie kubeczków. Freestyle można wykonywać samodzielnie parami lub w kilka osób – wtedy jest to przejazd synchronizowany. Istnieje ponad sto różnych trików, które są zmieniane i interpretowane dowolnie przez wrotkarzy oraz ciągle powstają nowe.

#### Sprzęt
Do slalomu można używać dwóch różnych wrotek jednośladowych – hardboot i bezlinerową. Hardboot jest podobny do rolki urban, jednak posiada krótszą szynę i mniejsze kółka. Zapewnia mniejszą kontrolę przy wykonywaniu tricków niż wrotka bezlinerowa. Drugi rodzaj to but zewnętrzny zintegrowany z wewnętrznym i jest wykonany z wysokiej jakości materiałów, najczęściej z włókna węglowego. Szyna jest krótsza i dopasowana do rozmiaru rolki, żeby zapewnić jak największą manewrowość i kontrolę. Rozmiary szyn to 243 mm, 231 mm i 219 mm oraz 215 mm. Koła stosuje się o twardości od 82A do 88A, trzy lub cztery małe koła o średnicy 72–90 mm. Kółka najczęściej ustawia się w profilu rockerowanym, czyli dwa zewnętrzne są mniejsze od wewnętrznych, lub stosuje się szyny już przystosowane do takiego ustawienia.

### Inline Alpine

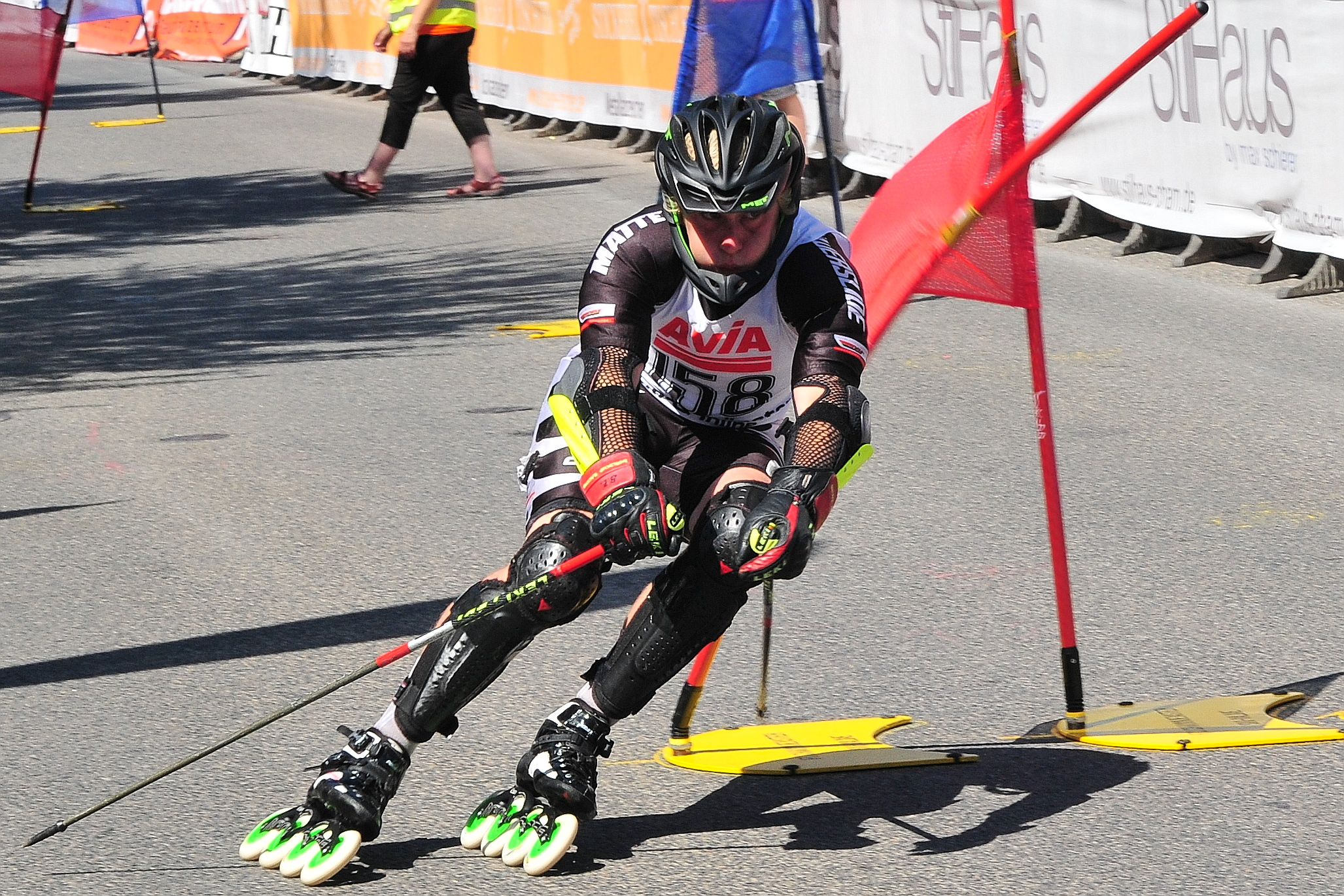
Inline Alpine

Slalom narciarski na wrotkach jednośladowych  W tej dyscyplinie liczy się czas, w którym zostanie pokonany slalom. Wyróżnia się slalom, slalom gigant, slalom równoległy. Zawodnicy pokonują trasę wyznaczoną przez tyczki zatopione w ciężkich, żeliwnych podstawach (zazwyczaj jest ich 30–40 na odległości 150–250 m), przemieszczają się po nachylonym odcinku asfaltu. W odróżnieniu od narciarskiej wersji tej dyscypliny, tyczki zbija się kijem, a nie gardą, co pozwala na bezpieczne ominięcie podstawy tyczki.

#### Sprzęt
Tą dyscyplinę uprawia się w dowolnych wrotkach jednośladowych, lecz dominują wrotki do jazdy szybkiej, o czterech dużych kołach, do 110 mm. Gdy jest sucho stosuje się kółka o średniej twardości, żeby przyczepność do podłoża była dobra i koła szybko się nie zużywały. Natomiast na mokrej powierzchni używa się kół miękkich, żeby polepszyć przyczepność. Obowiązkowo używa się kasku, często z gardą, nagolenników, ochraniaczy typu "zbroja", ochraniaczy na kolana, crash pads, chroniących biodra, uda i pośladki, ochraniaczy na łokcie, rękawic lub usztywniaczy na nadgarstki. Potrzebne są również kije narciarskie.

### Hokej na rolkach
Dyscyplina zespołowa, bliźniacza do hokeja na łyżwach. Obejmują ją te same zasady co hokej na lodzie, jedyną zmienną są wrotki jednośladowe zamiast łyżew.

#### Sprzęt
But rolek jednośladowych jest taki sam jak łyżwy hokejowej. Zamiast ostrza jest płoza z czterema kołami o dwóch rozmiarach – najczęściej dwa tylne mają po 80 mm, a dwa przednie 76 mm, wymusza to pochylenie zawodnika do przodu. Jeśli mecze rozgrywa się na halach używa się bardzo miękkich kółek (74–76A), a jeśli na boiskach asfaltowych – twardszych (82–85A). Podczas meczu obowiązkowy jest kask, nagolenniki i rękawice.

### Downhill
Uprawiany w górzystych terenach. Zjazd ze wzniesień krętą szosą, osiągając bardzo duże prędkości, do 100 km/h. Potrzebne są dobre umiejętności wrotkarskie, opanowanie slide'ów na najwyższym poziomie – jest to jedyny sposób, żeby wytracić prędkość i pokonać zakręt.

#### Sprzęt
Używa się wyłącznie wrotek jednośladowych, najczęściej z pięcioma kołami o wielkości 90 mm dla uzyskiwania wysokich prędkości i dużej przyczepności oraz kontroli w trakcie jazdy. But jest twardy, najczęściej do jazdy urban. Szyna różni się od używanych w większości dyscyplin, pozwala zamontować większą ilość kółek, jest dłuższa. Obowiązkowe jest noszenie kasku, najczęściej używane są motocyklowe, kompletu zabudowanych ochraniaczy, ochraniaczy typu "zbroja" i crash-pads.

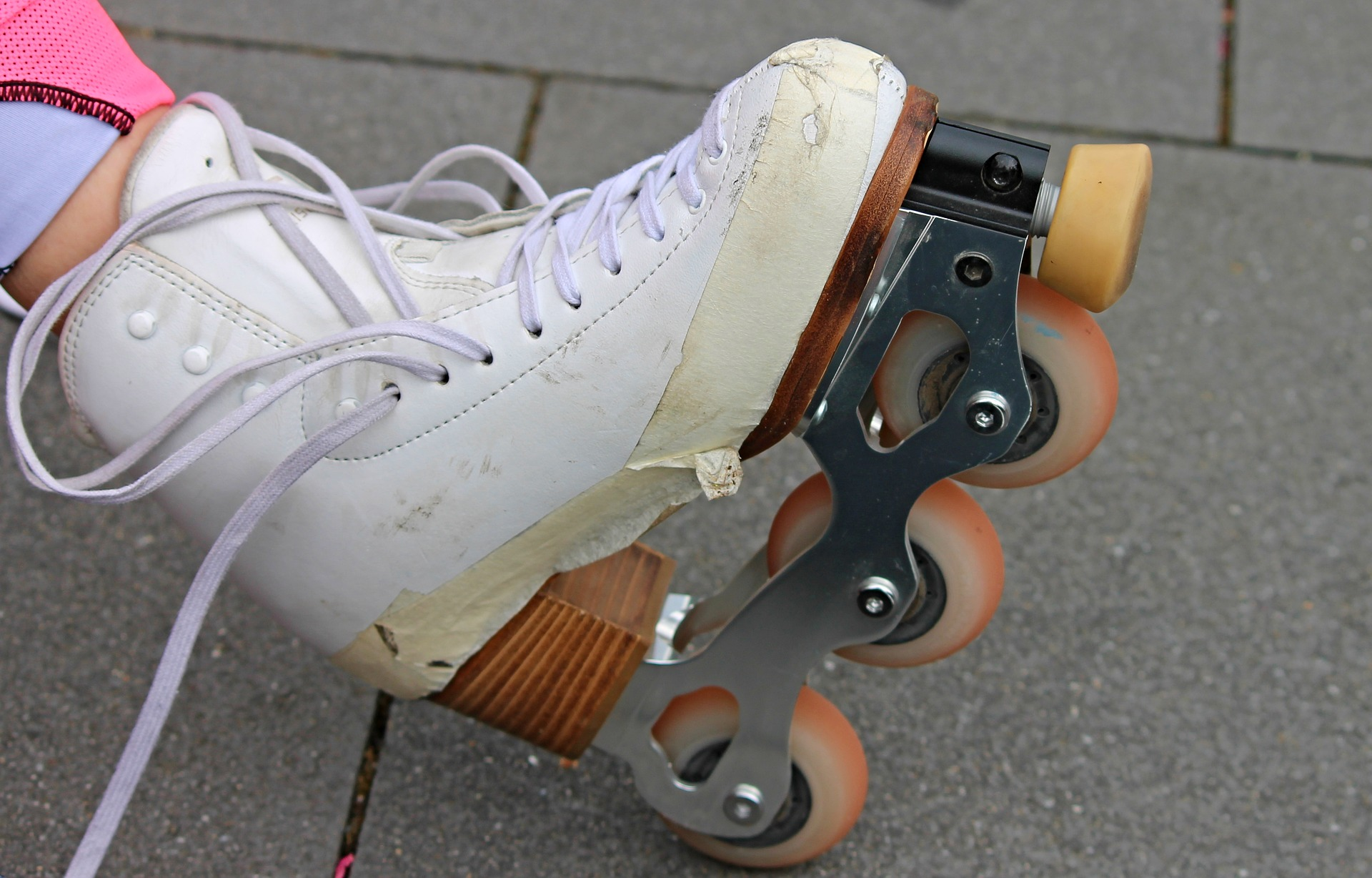
Wrotka jednośladowa figurowa

### Jazda figurowa
Dyscyplina wykonywana zarówno na wrotkach jednośladowych i dwuśladowych, która czerpie z łyżwiarstwa figurowego. Polega na wykonywaniu kroków, skoków, piruetów, figur akrobatycznych w rytm muzyki. Zawody podzielone są na kilka konkurencji: jazda solowa, pary sportowe, taniec, jazda synchroniczna, konkurs figur obowiązkowych.

#### Sprzęt
Wrotki jednośladowe są lekkie i bardzo zwrotne. But przypomina but łyżwy figurowej. Szyna różni się znacznie od szyn w innych dyscyplinach, jest zakrzywiona w łuk, żeby dawać złudzenie ostrza łyżwy, trzy kółka ustawione są na różnej wysokości. W przedniej części szyny znajdują się stopery imitujące ząbek łyżwy, umożliwiające wykonywanie skoków i piruetów.

### Roller Derby
Drużynowy sport wykonywany na wrotkach tradycyjnych, zdominowany przez kobiety. Wyścig na owalnym torze.